# About.me
About.me — веб-сайт, который является бесплатным сервисом, предоставляющий любому желающему персональный веб-хостинг. Сооснователями сайта являются Райан Фрейтас (англ. Ryan Freitas), Тони Конрад (англ. Tony Conrad) и Тим Янг (англ. Tim Young), запустившие его в октябре 2009 года. Сайт предоставляет каждому зарегистрированному пользователю простую платформу, чтобы связать на одной странице всё о личности и её интересах, а также привязать некоторые внешние сайты и популярные сайты социальных сетей, такие как Google+, Twitter, Facebook, LinkedIn, Flickr, YouTube, Tumblr и другие. На страницу можно загрузить фото, написать краткую биографию, изменить задний план (фон) страницы и предоставить всему миру «картинку» о пользователе.
20 декабря 2010 года, спустя ровно 4 дня после публичного запуска для аудитории, About.me был приобретён компанией AOL. В интервью Тони Конрад сказал, что сетевой ресурс был продан за $1.3 миллиона.
Основные цели About.me сосредоточены на предоставление:
- быстрого создания личной и динамичной страницы, которая указывает её посетителям на пользователя по всему Интернету;
- быстрого определения какие люди приходили к пользователю на страницу, а также откуда зашли в профиль About.me и что именно делают на странице.

По статистике Alexa.com на октябрь 2012 года, About.me находится на 3050 месте по посещаемости в мире и 2942 в США.

## Советники
Сайт включает многих советников, в числе которых есть популярные люди, такие как Джулия Аллисон, Вероника Бельмонт, Райан Блок, Линдсей Кэмпбелл, Том Конрад, Тимоти Феррисс, Ом Малик, Мэтт Мулленвег и Крис Сакка.